# Sandra Rumswinkel
Sandra Rumswinkel (* 13. August 1977 in Erlangen) ist eine ehemalige deutsche Eishockeyspielerin, die über viele Jahre für den ESC Planegg und EC Bergkamen in der Fraueneishockey-Bundesliga aktiv war.

## Karriere
Sandra Rumswinkel begann ihre Eishockeykarriere im Alter von 15 Jahren. Zuvor betrieb sie Leichtathletik und Tennis. Für den ESC Planegg spielte sie in der Fraueneishockey-Bundesliga.
Während der Saison 2001/02, vor Beginn der Zwischenrunde, wechselte sie zum SC Riessersee, um bessere Chancen auf eine Teilnahme an den Olympischen Winterspielen in Salt Lake City zu haben. Dieses Unterfangen gelang jedoch nicht, so dass sie zur folgenden Saison wieder zum ESCP zurückkehrte.
Im Jahre 2004 musste sie ihre Länderspielkarriere aus beruflichen Gründen beenden, spielte aber weiter für den ESC Planegg. 2008 gewann sie mit dem ESCP die erste deutsche Meisterschaft der Vereinsgeschichte, nachdem sie in den zwei Jahren zuvor jeweils Vizemeisterin geworden war.
Insgesamt erzielte Rumswinkel in 165 Spielen für den ESC Planegg 200 Tore. 2010 wollte sie aufgrund einer Rheuma-Erkrankung ihre Karriere beenden und stand nicht mehr im Planegger Kader. Aus privaten Gründen zog sie im Herbst 2010 nach Dortmund und trainierte ab November beim EC Bergkamener Bären. Im Dezember 2010 debütierte sie für die zweite Mannschaft des Klubs in der 2. Liga Nord beim Hamburger SV. Seit September 2011 arbeitet sie als Sekretärin der Geschäftsführung von Borussia Dortmund.
International

Sandra Rumswinkel absolvierte im Laufe ihrer Karriere insgesamt 81 Länderspiele für den Deutschen Eishockey-Bund. Unter anderem nahm sie mit der deutschen Frauen-Nationalmannschaft an drei Weltmeisterschaften (1999, 2000 und 2004) und der Europameisterschaft 1996 teil.

## Erfolge und Auszeichnungen
- 2002 Deutscher Vizemeister mit dem SC Riessersee
- 2005 DEB-Pokalsieg mit dem ESC Planegg
- 2006 Deutscher Vizemeister mit dem ESC Planegg
- 2007 Deutscher Vizemeister mit dem ESC Planegg
- 2008 Deutscher Meister mit dem ESC Planegg
- 2009 Deutscher Vizemeister mit dem ESC Planegg
- 2010 Gewinn der Elite Women’s Hockey League mit dem ESC Planegg
- 2010 DEB-Pokalsieg mit dem ESC Planegg
- 2010 Deutscher Vizemeister mit dem ESC Planegg

## Karrierestatistik
(Legende zur Spielerstatistik: Sp oder GP = absolvierte Spiele; T oder G = erzielte Tore; V oder A = erzielte Assists; Pkt oder Pts = erzielte Scorerpunkte; SM oder PIM = erhaltene Strafminuten; +/− = Plus/Minus-Bilanz; PP = erzielte Überzahltore; SH = erzielte Unterzahltore; GW = erzielte Siegtore; 1 Play-downs/Relegation; Kursiv: Statistik nicht vollständig)